# Beriev MP-1
El Beriev MP-1 fue un versátil hidrocanoa monoplano cantilever y monomotor de patrulla costera de la Armada Soviética  desarrollado inicialmente en 1931 como un avión de pasajeros por Georgii Mikhailovich Beriev.

## Historial
Gueorgui Beríyev, un diseñador soviético de aeronaves de 25 años,  diseñó en 1931 el BMR-2M17, un hidroavión de cabina abierta con fines militares para reconocimiento de corto alcance y que sería la base del Beriev MP-1, un hidroavión de carlinga abierta usado para el transporte de pasajeros (6 plazas) usado principalmente por Aeroflot y que entró en funciones en 1934. La versión de carga se llamó MP-1 T. Se realizaron al menos 20 variantes del diseño original.
Era de construcción robusta, su diseño era estrictamente como hidrocanoa, en su parte superior portaba un enorme y ruidoso motor refrigerado por aire. 
El primer prototipo voló en 1931, era de construcción mixta en madera y aluminio para ahorrar costos.
El PM-1 era en resumen un hidroavión monoplano impulsado por un solo motor colocado sobre la góndola por medio de bastidores, requería de 4 a 5 tripulantes y podía alcanzar los 1.500 km sin repostar. Su velocidad de 275 km/h lo catalogaba como un avión lento pero de alcance medio. La versión carguero podía levantar 1,5 t de carga útil. 
La versión militar, el hidroavión BMR-2M17 de carlinga abierta estaba impulsado por un motor de importación alemán BMW VI.Z de 500 cv, una mejora de la propulsión dio paso al BMR-2 Bis, que estaba impulsado por un motor Mikulin de 750 cv y con cabina acristalada plana cerrada.
El BMR-2 bis estaba armado con dos ametralladoras de 7,6 mm dispuestas en la proa y en un domo acristalado en la región central y podía transportar una carga de bombas o cargas de profundidad equivalente a 300 kg.
Tenía tres tripulantes, un ametrallador de popa, un piloto y un copiloto-operador de radio y ametrallador de proa que se comunicaban internamente por medio de tubos acústicos náuticos. Los BMR2-Bis fueron ampliamente usados en todos los frentes de la Gran Guerra Patria como escoltas de convoyes, misiones antisubmarino,  reconocimiento, bombarderos de altura media,.abastecedores y transporte de militares de alto rango. 
Podían ser dotados de ruedas, skies para terrenos nevados además de los pontones según fuera el campo de acción.
A pesar de que producción se paralizó en junio de 1941 a raíz de la Gran Guerra Patria contra el III Reich, el BMR-2 Bis siguió operativo hasta finales de la guerra. 
Existía además una versión anfibia usada por la Flota del Báltico que tenía un tren de aterrizaje fijo de ruedas tipo triciclo además de los pontones de amerizaje.
Como todos los hidroaviones de su tipo, el BMR-2 bis no estaba en condiciones de enfrentar un ataque de cazas enemigos por carecer de blindaje y ser lento y que a pesar de ser robusto, no soportaba bien los disparos recibidos, en especial su motor en bastidor. Su función principal fue el reconocimiento naval por parte de la Armada Soviética. Algunas unidades fueron capturadas por los alemanes en la península de Crimea y usadas como avión de reconocimiento con las esvásticas en color azulado.